# Orkan (film)
Orkan (eng. Slattery's Hurricane) är en amerikansk långfilm från 1949 i regi av André De Toth, med Richard Widmark, Linda Darnell, Veronica Lake och John Russell i rollerna.

## Handling
Willard Slattery, en fd pilot i flottan, tar sin chefs flygplan och flyger rakt in i en orkan. Under resan berättas hans liv i tillbakablickar, och vad som fick honom att göra det han gör.

## Rollista
| Richard Widmark   | – Löjtnant Willard Francis Slattery |
| Linda Darnell     | – Mrs. Aggie Hobson                 |
| Veronica Lake     | – Dolores Grieves                   |
| John Russell      | – Lötnant F.A. "Hobbie" Hobson      |
| Gary Merrill      | – Kommendär E.T. Kramer             |
| Walter Kingsford  | – R.J. Milne                        |
| Raymond Greenleaf | – Admiral William F. Ollenby        |
| Stanley Waxman    | – Frank                             |
| Joe De Santis     | – Gregory                           |